# Wolfgang Eichenhofer

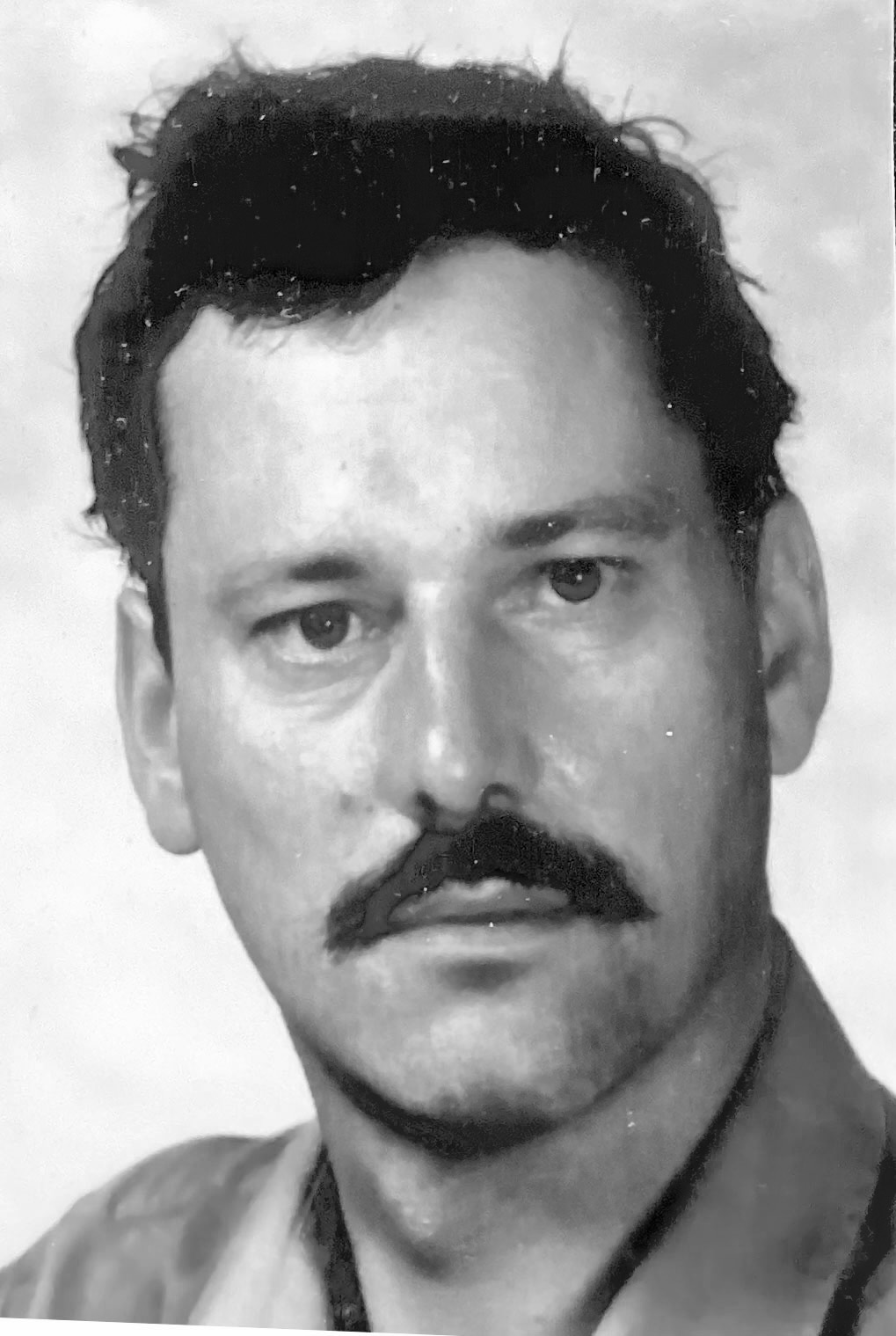
Wolfgang Eichenhofer, undatiertes Foto aus den Zürcher Jahren

Wolfgang Eichenhofer (* 16. November 1959 in Ulm; † 12. Januar 2024 in Berlin) war ein deutscher Sprachwissenschaftler, der sich in der Schweiz mit bündnerromanischer Lexikografie, historischer Lautlehre des Bündnerromanischen und alträtoromanischer Substrattoponomastik befasste, das heisst mit der Erforschung von Flurnamen bündnerromanischen Ursprungs in den heute deutschsprachigen Gebieten der Nordostschweiz, Liechtensteins und Vorarlbergs, die Hinweise geben auf das hier früher gesprochene Rätoromanisch.

## Studiengang
Stationen von Wolfgang Eichenhofers Romanistikstudium waren die Universitäten Saarbrücken (französische sowie italienische Sprache und Literatur), Konstanz (lateinische Literatur) und Zürich (Geschichte der rätoromanischen Sprache und Literatur). In Saarbrücken war es der Schweizer Sprachwissenschafter Max Mangold gewesen, der bei Eichenhofer das Interesse für das Bündnerromanische geweckt hatte und ihn dazu animierte, im Oberengadin einen Sprachkurs zu besuchen. In Zürich bereitete er neben einer Assistentenstelle bei Hans Stricker seine Dissertation Diachronie des betonten Vokalismus im Bündnerromanischen seit dem Vulgärlatein vor, die 1989 angenommen wurde.

## Wissenschaftliche Tätigkeit
Von 1988 bis 1994 arbeitete Eichenhofer massgeblich am Projekt «Bündnerromanisches Etymologisches Wörterbuch» (BREW) mit, das 1994 als dreibändiges Handwörterbuch des Rätoromanischen. Wortschatz aller Schriftsprachen, einschliesslich Rumantsch Grischun, mit Angaben zur Verbreitung und Herkunft erschien. Die Etymologien zu den knapp 10'000 Einträgen trug Eichenhofer zusammen, die zu einem grossen Teil auf seinen eigenen Vorschlägen basieren. Einzigartig für ein Wörterbuch dieses Typs ist ein Index der lateinischen Etyma nach Tonvokal und folgendem Konsonantismus, dazu kommt zum Index der lateinischen Etyma ein entsprechender rückläufiger Index.
Auf diesen Indizes und den Materialien des «Handwörterbuchs» basiert Eichenhofers Historische Lautlehre des Bündnerromanischen, die 1999 erschien. Das Werk, in 682 Paragraphen als Nachschlagewerk konzipiert, vermittelt über die Verweise zu den einzelnen Lautentwicklungen den Zugang zur gesamten älteren Literatur zum Thema.
Seine letzte Arbeit in der Schweiz war die Redaktion des Pledari Sutsilvan–Tudestg / Wörterbuch Deutsch–Sutsilvan, den der Lehrmittelverlag des Kantons Graubünden 2002 herausgab.
Mit dem Abschluss dieser Arbeiten zog Eichenhofer nach Berlin um, wo sich sein Interesse auf die Substrattoponomastik als Quelle für die Rekonstruktion der Geschichte des Alträtoromanischen verlagerte: 2007 zum Gebiet der Schesaplana zwischen dem Prättigau und dem Vorarlberger Brandner Tal, 2018 zum Glarner Namengut (vor)romanischer Herkunft, 2019 zur Romania submersa zwischen der Zentralschweiz und dem Tiroler Oberinntal und zuletzt 2023 zu den vordeutschen Flurnamen in Vorarlberg.
Zu Eichenhofers Relevanz für die bündnerromanische Lexikographie, Lautgeschichte und alträtoromanische Substrattoponomastik vgl. Elia Ackermanns Dissertation zur Substrattoponomastik in Unterrätien und der Rekonstruktion des Alträtoromanischen.

## Werke
- Diachronie des betonten Vokalismus im Bündnerromanischen seit dem Vulgärlatein (= Romanica Rætica 6). Società Retorumantscha, Chur 1989, ISBN 3-906680-29-0. Dissertation, XVI, 219 S.
- mit Rut Bernardi, Alexi Decurtins, Ursina Saluz, Moritz Vögeli: Handwörterbuch des Rätoromanischen. Wortschatz aller Schriftsprachen, einschliesslich Rumantsch Grischun, mit Angaben zur Verbreitung und Herkunft. Offizin, Zürich 1994, ISBN 3-907495-57-8. Bd. 1: A–M, Bd. 2: N–Z, Bd. 3: Indizes. 1567 S.
- Historische Lautlehre des Bündnerromanischen. Francke, Tübingen 1999, ISBN 3-7720-2738-5, OCLC 612072983, 575 S.
- als Herausgeber: Pledari Sutsilvan–Tudestg / Wörterbuch Deutsch–Sutsilvan. Lehrmittelverlag des Kantons Graubünden, Chur 2002, OCLC 254183374, XXXVII, 840 S.
- Die Stellung der Nomen-Nomen-Komposita in Rumantsch Grischun zwischen Deutsch und Italienisch. Francke, Tübingen 2006, ISBN 978-3-7720-8141-5, OCLC 181492396. 176 S.
- Vordeutsche Flurnamen in Vorarlberg (= Romanica Helvetica 144). Francke, Tübingen 2023, ISBN 978-3-381-11241-8, OCLC 1401675135, 239 S.